# Hoblíkova jeskyně
Hoblíkova jeskyně se nachází mezi vrchy Polom (1010 m) a Hoblík (934 m), nad obcí Stráňavy na Slovensku. Přestože se nazývá jeskyní, jde pouze o skalní převis, který se jeví jako jeskyně.
Mezi těmito vrchy protéká Stráňavský potok (Hýrov), pramenící pod Mincolem (1364 m) v horninách krystalinika, tedy vlastně granodiority s čočkami pararul. Zde potok vytváří normální, širokou dolinu. Po přechodu přes nekrasové horniny sedimentárního obalu, tedy přes tmavé břidlice karbonu, slepence a křemence spodního triasu a pestré břidlice verfénu, přichází potok na dolomity nevelké mocnosti a nakonec na mohutný komplex guttensteinských vápenců anisu. Tyto vápence budují i vrchy Polom a zejména Hoblík.
Donedávna se předpokládalo, že když Stráňavský potok teče napříč vrstvou vápenců a ne ve směru jejich největšího rozšíření, že zde nemůže vzniknout systém rozsáhlejších jeskyní. Objevy z roku 2005 se tyto představy narušily.